# Lego The Hobbit
A Lego The Hobbit egy Lego-témájú akció-kaland videójáték, melyet a Traveller’s Tales fejlesztett. A játékot a Warner Bros. Interactive Entertainment adta ki 2014. április 8-án Észak-Amerikában, április 11-én pedig Európában. A játék a Lego The Lord of the Rings folytatása, és az első kettő Hobbit filmről szól: Váratlan utazás és Smaug pusztasága. PlayStation 3-ra, PlayStation 4-re, PlayStation Vitára, Xbox One-ra, Xbox 360-ra, Wii U-ra, Nintendo 3DS-re, OS X-re és Microsoft Windows-ra adták ki.
2019. január 1-jén a játék minden digitális értékesítését leállították. Ezt néhány nappal később a kiadó, a Warner Bros. Interactive is megerősítette. A játék később, 2020. április 27-én újra felkerült Steamre, 2020. május 6-án pedig a konzolos áruházakba.

## Játékmenet
A játék számos, az előző játékokban is megtalálható játékelemet használ, köztük a játékosnak lehetőségük van különböző Lego darabokat összegyűjteni, amelyből végül összeáll egy nagyobb Lego építmény, ha mindegyiket megtaláltuk az adott objektumhoz.
A karakterek különböző feladatokat tudnak végrehajtani. A törpök között vannak, akik íjászkodni tudnak, mások egy kalapács segítségével a nagyobb tárgyakat tudják mozgatni, de vannak olyanok is, akik képesek az értékes ásványokat kinyerni a kövekből. Bilbo képességei a játék előrehaladtával folyamatosan fejlődnek, miután megszerzi a Fullánkot, sokkal képzettebb harcossá válik; amikor pedig megkapja az Egy Gyűrűt, eltűnhet és láthatatlan Lego szerkezeteket építhet.
A játék a legutóbbi Lego videójátékokhoz hasonlóan egy nagy nyitott világban játszódik, ahol különböző események között mozoghat.

## Cselekmény
Akárcsak az elődjei, a játék elénk tárja A hobbit-filmek történetét: Váratlan utazás és Smaug pusztasága. A fejlesztők azonban módosították a történetszálakat, hogy az eseményeket filmenként több játékfejezetbe illesszék, valamint hozzáadták a sorozat ismertté vált humorát.

## DLC
A játékhoz 4 DLC tartozik. Ezek a The Big Little Character Pack, a Side Quest Character Pack, a The Armory Pack és a The Battle Pack.

## A töröltAz öt sereg csatájaDLC
A 2014. januári londoni játékvásáron arról számoltak be, hogy egy DLC-t adnak ki, amely A Hobbit trilógia utolsó részének eseményeit fedi le, és a film megjelenése körül, az év végén jelenik meg. DLC azonban nem jelent meg. Több mint egy évvel később a GameSpottal folytatott levelezés során kiderült, hogy annak ellenére, hogy a DLC-t ténylegesen nem törölték, már nem tervezik a film DLC-ként való adaptálását, sem másik játékként való adaptálását.

## Hang
A Lego The Lord of the Rings-hez hasonlóan, a Lego The Hobbit beszélő minifigurákat tartalmaz. A dialógusokat közvetlenül a filmekből vették át. A további hangokat Tim Bentinck, Liz May Brice, Clare Corbett, Duncan Duff, Daniel Fine, Joel Fry, Jenny Galloway, Andy Gathergood, Anna Koval, Jonathan Kydd, Steve Kynman, Jamie Lee, Andy Linden, Sara Beck Mather, James Naylor, Emma Pierson, Jason Pitt, Richard Ridings, Emma Tate és Marcia Warren szolgáltatták. Christopher Lee, aki a filmsorozatban Szarumánt alakította, a játékban a narrátor szerepét tölti be.

## Fogadtatás
| Összegzőoldal | Értékelés                                            |
| ------------- | ---------------------------------------------------- |
| Metacritic    | (PS4) 72/100 (X360) 70/100 (PC) 68/100 (XONE) 69/100 |

| Szerző        | Értékelés |
| ------------- | --------- |
| Destructoid   | 6,5/10    |
| Eurogamer     | 6/10      |
| Game Informer | 8/10      |
| GameSpot      | 5/10      |
| GamesRadar+   | [ 19 ]    |
| IGN           | 7,4/10    |
| Nintendo Life | [ 21 ]    |
| OXM (US)      | 6/10      |
| Polygon       | 8/10      |
| SKOAR!        | 55/100    |

A játék vegyes és pozitív kritikákat kapott. A kritikusok dicsérték a játék látványvilágát és a Peter Jackson Hobbit-trilógiáján alapuló humorát, de kritizálták a széttagolt történetet, a karakterek egyformaságát és a játék befejezést.

## Fordítás
Ez a szócikk részben vagy egészben  a   Lego The Hobbit (video game) című angol Wikipédia-szócikk ezen változatának fordításán alapul.  Az eredeti cikk szerkesztőit annak laptörténete sorolja fel. Ez a jelzés csupán a megfogalmazás eredetét és a szerzői jogokat jelzi, nem szolgál a cikkben szereplő információk forrásmegjelöléseként.